# Najveći uspjesi (Meri Cetinić)
Najveći uspjesi kompilacijski je album splitske glazbenice Meri Cetinić, kojeg 1984. godine objavljuje diskografska kuća Jugoton.
Skladbe su nastale za vrijeme suradnje Meri Cetinić i sastava More.

## Popis pjesama
1. "U prolazu"
  - (Z. Runjić - J. Fiamengo - A. Cetinić)
2. "Lastavica"
  - (Z. Runjić - J. Fiamengo - A. Cetinić)
3. "Četiri stađuna"
  - (Z. Runjić - T. Zuppa - S. Kalogjera)
4. "Samo simpatija"
  - (Đ. Novković - Ž. Sabol - S. M. Kovačević)
5. "Niko neće u mornare"
  - (D. Šarac - K. Juras - A. Cetinić)
6. "Živjela ljubav
  - (Z. Runjić - Z. Runjić - A. Cetinić)
7. "Ja sam žena"
  - (M. Cetinić - I. Flesch - A. Cetinić)
8. "More"
  - (S. M. Kovačević)
9. "Mornareva žena"
  - (A. Cetinić - M. Popadić/M. Cetinić - A. Cetinić)
10. "Gdje god da pođeš"
  - (S. M. Kovačević - S. M. Kovačević - S. M. Kovačević/R. Ruić)
11. "Nina-nana"
  - (Z. Runjić - J. Fiamengo)

## Vanjske poveznice
- Službene stranice Meri Cetinić - Recenzija albuma